# Ludwig Jolly
Ludwig Jolly (* 14. Juni 1780; † 8. Dezember 1853) war ein deutscher Kaufmann und Politiker. Von 1836 bis 1849 war er Erster Bürgermeister von Mannheim.

## Familie
Jolly entstammte einer alten Hugenotten-Familie. Sein Vater war Pfarrer der Wallonen in Mannheim. Sein jüngerer Bruder Isaak Jolly wurde badischer Justizminister. Verheiratet war Ludwig Jolly mit Eleonore Alt (1786–1859). Deren Sohn Julius Jolly stieg bis zum Präsidenten des Staatsministeriums auf. Philipp von Jolly, ein weiterer Sohn, wurde ein bekannter Physiker.

## Leben
Als Fünfzehnjähriger schloss Jolly sich dem kurpfälzisch-bayerischen Füsilierregiment an und wurde Offizier. 1809 ließ er sich in Mannheim als Kaufmann nieder. 1830 wurde er Vorsteher der Handelsinnung und ein Jahr später nach der Überführung in die Handelskammer deren erster Präsident.

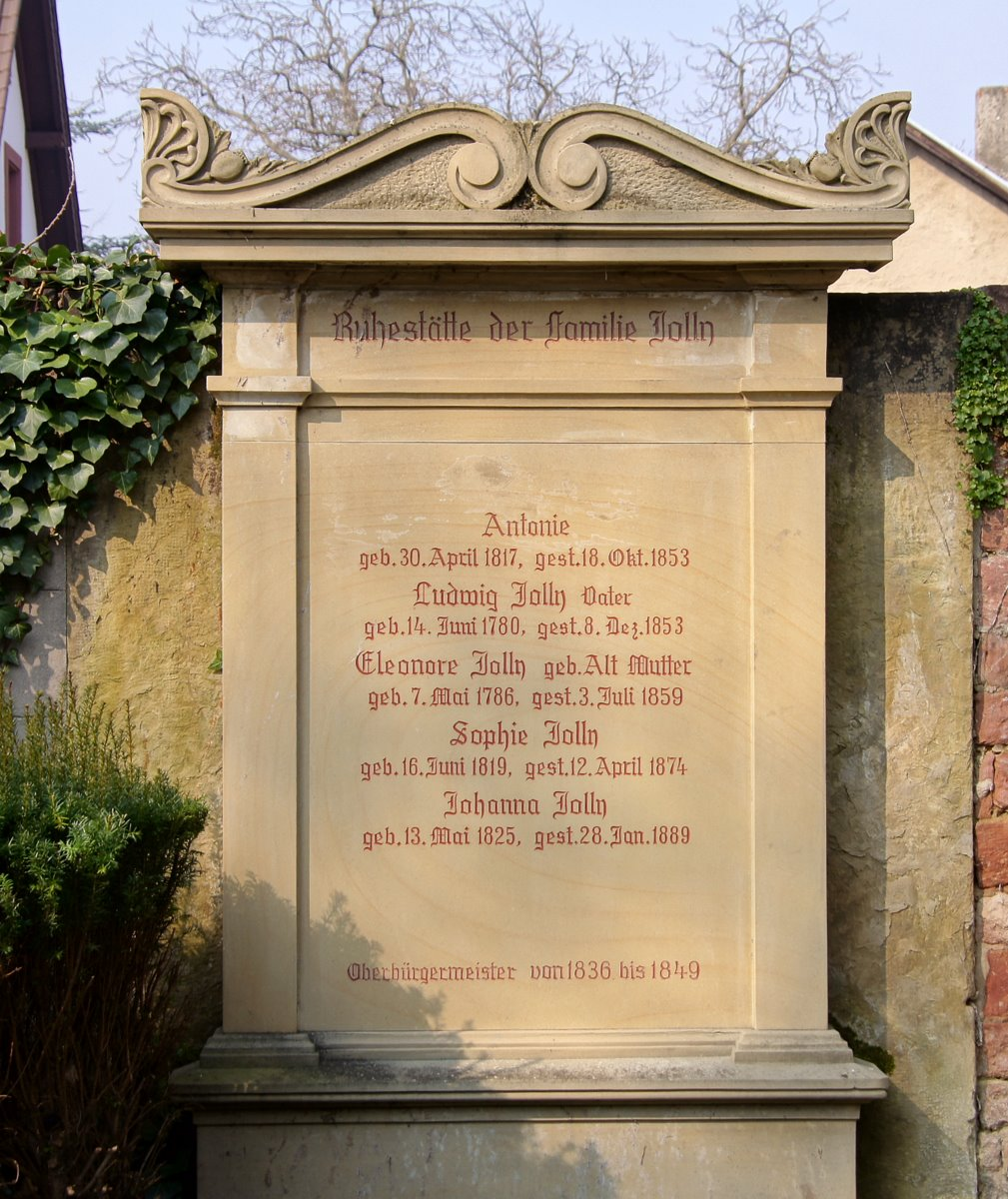
Grab Jollys in Mannheim

Jolly wurde Gemeinderat und 1836 nach dem Rücktritt von Heinrich Andriano zum Mannheimer Stadtoberhaupt gewählt. In seiner Amtszeit wurde der Hafen erweitert und Jolly setzte sich für den für Mannheim wichtigen Anschluss Badens an den Zollverein ein. Bis 1840 baute das Land die Eisenbahn Mannheim–Heidelberg. Auch die Stadt verwirklichte mit der Eröffnung des Hauptfriedhofs 1842 und der ersten festen Brücke über den Neckar 1845 wichtige Infrastrukturprojekte. Nach der Niederschlagung der Badischen Revolution enthob der badische Landeskommissar Jolly und die Mannheimer Gemeinderäte im Juli 1849 ihrer Ämter.

## Ehrungen
Die Stadt Mannheim benannte eine Straße nach Ludwig Jolly und pflegt sein Grab auf dem Hauptfriedhof als Ehrengrab. Dieses besitzt eine Sandsteinstele mit Volutenbekrönung. Die Stele hat Eckakroterien mit Mohnkapseln. Sie wurde 1984 restauriert.